# 미마사카센다이역
미마사카센다이역(일본어: 美作千代駅)은 일본 오카야마현 쓰야마시에 위치한 서일본 여객철도 기신 선의 철도역이다. 단선 승강장 1면 1선의 구조를 갖춘 지상역이다.

## 이용 현황
| 승차 인원 추이 | 승차 인원 추이 |
| 연도           | 1일 평균       |
| -------------- | -------------- |
| 1999           | 112            |
| 2000           | 114            |
| 2001           | 107            |
| 2002           | 97             |
| 2003           | 92             |
| 2004           | 82             |
| 2005           | 86             |
| 2006           | 73             |
| 2007           | 70             |
| 2008           | 53             |
| 2009           | 61             |
| 2010           | 61             |
| 2011           | 61             |

## 역 주변
- 쓰야마 시청 구메 지소
- 국도 제181호선

## 역사
- 1923년 8월 21일 : 사쿠비 선 (당시) 쓰야마 - 미마사카오이와케 간 개업과 동시에 설치.
- 1929년 4월 14일 : 사쿠비사이 선 개업에 수반해, 사쿠비 선이 사쿠비토 선으로 개칭되어, 이 역도 그 소속으로 한다.
- 1930년 12월 11일 : 쓰야마 - 니미 간 전체 개통에 수반해, 사쿠비토 선이 사쿠비 선의 일부로 되어, 이 역도 그 소속으로 한다.
- 1936년 10월 10일 : 사쿠비 선이 기신 선의 일부로 되어, 이 역도 그 소속으로 한다.
- 1987년 4월 1일 : 일본국유철도 분할 민영화에 의해, 서일본 여객철도가 승계.

## 인접 역
| 서일본 여객철도 기신 선 | 서일본 여객철도 기신 선 | 서일본 여객철도 기신 선 |
| ----------------------- | ----------------------- | ----------------------- |
| 인노쇼 히메지 방면      | ■ 기신 선               | 쓰보이 니미 방면        |